# ياسو كاوامورا
ياسو كاوامورا (باليابانية: 河村泰男؛ بالكانا: かわむら　やすお) هو متزلج سريع ياباني، ولد في 7 مايو 1908، وتوفي في 13 أكتوبر 1997.

## وصلات خارجية
- ياسو كاوامورا على موقع SpeedSkatingBase.eu (الإنجليزية)
- ياسو كاوامورا على موقع SpeedSkatingNews.info (الإنجليزية)
- ياسو كاوامورا على موقع SpeedSkatingStats.com (الإنجليزية)
- ياسو كاوامورا على موقع اللجنة الأولمبية الدولية (الإنجليزية)
- ياسو كاوامورا على موقع أوليمبيديا (الإنجليزية)